# ISO 216
ISO 216은 국제 표준화 기구가 제정한 종이 크기 표준으로, 오늘날 많은 나라에서 사용되고 있다. 특히 매우 잘 알려진 A4 도 ISO 216에서 제정된 것이다.
이는 1922년에 독일에서 DIN 476으로 표준화한 것으로부터 유래했으나, 프랑스에서도 ISO 216의 표준 중 일부가 혁명 동안에 개발되었다가 사라진 것으로 알려져 있다. 실제로는 DIN 476과 ISO 216은 서로 다른데, DIN 476에는 ISO 216에는 없는 2A0과 4A0 규격(각각 A0의 두 배, 네 배 크기)이 더 정의되어 있다.

## 종류
ISO 216은 A 계열과 B 계열의 종이 크기를 정의한다. 봉투를 위한 C 계열은 ISO 269에서 나중에 확장한 것이다.

### A 계열
A 계열의 종이는 {\displaystyle 1:{\sqrt {2}}} 금강비율의 크기로 정의되어 있으며, 실제 크기는 이론적으로 계산된 수치를 밀리미터 단위로 반올림한 것이다. A0은 넓이가 1m²가 되고 앞의 비율을 만족하는 종이이며, A1, A2, A3, A4 등의 종이 크기는 각각 그 이전 크기의 종이를 짧은 변에 평행하도록 이등분하여 자른 것이다. 따라서 A 계열 종이를 반으로 접거나 자르면 보다 작은 크기의 A 계열 종이가 된다. 가장 널리 쓰이는 A4는 210 × 297mm 크기이다.

### B 계열
B 계열 종이의 크기는 같은 번호의 A 계열 종이 크기와 그 이전 번호의 A 계열 종이 크기의 기하평균이다. 예를 들어 B1은 A1과 A0 크기의 기하평균이다. B0은 B1의 두 배이므로 그 크기가 1000 × 1414mm가 된다.

### C 계열
C 계열 종이의 크기는 같은 번호의 A 계열 종이 크기와 B 계열 종이 크기의 기하평균이다. 예를 들어 C2는 B2와 A2 크기의 기하평균이다. C 계열 종이는 주로 봉투에 쓰이는데, A4 종이는 C4 종이로 만든 봉투에 들어 가며, A4 종이를 반으로 접으면(즉 A5 크기) C5 종이로 만든 봉투에 들어 가게 된다.

### 오차 범위
표준은 종이 크기의 허용 오차를 다음과 같이 규정하고 있다.
- 150mm까지의 수치는 ±1.5mm
- 150mm부터 600mm까지의 수치는 ±2mm
- 600mm보다 큰 수치는 ±3mm

## 크기
다음은 A, B 계열의 종이 크기(단위는 mm×mm)이다.
| A 계열 | A 계열     | B 계열 | B 계열      |
| ------ | ---------- | ------ | ----------- |
| A0     | 841 × 1189 | B0     | 1000 × 1414 |
| A1     | 594 × 841  | B1     | 707 × 1000  |
| A2     | 420 × 594  | B2     | 500 × 707   |
| A3     | 297 × 420  | B3     | 353 × 500   |
| A4     | 210 × 297  | B4     | 250 × 353   |
| A5     | 148 × 210  | B5     | 176 × 250   |
| A6     | 105 × 148  | B6     | 125 × 176   |
| A7     | 74 × 105   | B7     | 88 × 125    |
| A8     | 52 × 74    | B8     | 62 × 88     |
| A9     | 37 × 52    | B9     | 44 × 62     |
| A10    | 26 × 37    | B10    | 31 × 44     |

다음은 C 계열의 종이 크기(단위는 mm×mm)이다. C 계열 종이 크기는 A, B 계열과는 다르게 1/3 크기로 접은 종이를 위한 중간 크기와 DL 종이가 있다.
| C 계열 | C 계열     | 내용물의 크기 |
| ------ | ---------- | ------------- |
| C0     | 917 × 1297 |               |
| C1     | 648 × 917  |               |
| C2     | 458 × 648  |               |
| C3     | 324 × 458  |               |
| C4     | 229 × 324  |               |
| C5     | 162 × 229  | A5 (1/2 A4)   |
| C6/C5  | 114 × 229  | 1/3 A4        |
| C6     | 114 × 162  | A6 (1/4 A4)   |
| C7/C6  | 81 × 162   | 1/3 A5        |
| C7     | 81 × 114   |               |
| C8     | 57 × 81    |               |
| C9     | 40 × 57    |               |
| C10    | 28 × 40    |               |
| DL     | 110 × 220  | 1/3 A4        |

## 같이 보기
- 종이 크기